# 전북 현대 모터스 2016 시즌
전북 현대 모터스 2016 시즌은 전북 현대 모터스의 22번째 시즌이다. 2016 시즌은 지난 시즌과는 다르게 주장에 골키퍼 권순태를 선임했다.
K리그 클래식 3연패에 실패했으나 10년만에 AFC 챔피언스리그 우승을 기록했다.

## 전지훈련
전북의 2016년 전지훈련 장소는 작년처럼 아랍에미리트 아부다비와 두바이로 결정되었다. 전지훈련 기간은 2016년 1월 5일부터 2월 1일까지이다. 미드필더 이재성이 군사기초훈련으로 인하여 전지훈련에 함께하지 못했다.
아랍에미리트에서의 전지훈련을 끝내고 귀국한 선수단은 2월 7일부터 13일까지 목포에서 2차 전지훈련을 가졌다.

### 전지훈련 연습경기
전북은 독일의 명문클럽인 보루시아 도르트문트의 친선경기 제안을 받아들였으며 1월 15일 두바이에서 경기를 치루게 되었다. 전북은 도르트문트에게 1-4로 패배했다. 전북과 도르트문트 모두 서브 선수들과 어린 선수들을 경기에서 실험했고 전북의 신인 선수인 명준재가 뛰어난 활약을 하였다. 전북은 비시즌 중이고 새로 합류한 선수들과 이틀 밖에 훈련하지 못했지만 도르트문트전에서 나쁘지 않은 경기력을 보였다. 특히 팀의 에이스인 레오나르도와 이동국, 명준재 등이 좋은 경기력을 보였다.
전북은 아쉬운 경기력을 보이며 로코모티브 모스크바에 패배했고 전지훈련 연습경기에서 2연패에 빠졌다.
슬로바키아 U-21 국가대표팀을 상대로 2군을 내보낸 전북은 역전패를 기록했고 연습경기 3연패에 빠졌다.
3연패에 빠지며 자존심을 구겼던 전북은 알아흘리를 3-0으로 대파하며 전지훈련 연습경기 첫 승리를 기록했다.
FC 제티수를 상대로 김형일의 선제골로 앞서가던 전북은 전지훈련 첫 연승을 달릴 기회를 잡았으나 69분 동점골을 허용하며 1-1로 비겼다.
지난해에는 로스토프를 상대로 4-0으로 크게 이겼었지만 올해는 pk를 두번이나 허용하며 1-2로 패했다.
암카르 페름과의 연습경기에서 선제골을 넣었음에도 불구하고 1-1로 비겼다.
부뇨드코르전에서는 5득점을 올리며 좋은 공격력을 보였지만 수비에서 5실점을 하며 2경기 연속으로 비겼다.
나사프 카르시와의 첫번째 경기에서는 0-0으로 비겼지만 두번째 경기에서 5-3으로 승리하며 전지훈련을 마쳤다.
| 1 2016년 1월 15일 | 전북 현대 모터스 | 1 – 4 | 보루시아 도르트문트                                | 자벨 경기장, 두바이 |  |  |
| 21:35 (UTC+9)     | 이동국 10′       |       | 로이스 4′ · 카스트로 42′ · 박주호 53′ · 풀리식 90′ |                     |  |  |
|                   |                  |       |                                                    |                     |  |  |

| 2 2016년 1월 17일 | 전북 현대 모터스 | 0 – 1 | 로코모티프 모스크바 | 뉴욕대학교 아부다비 경기장, 아부다비 |  |  |
| 22:00 (UTC+9)     |                  |       | 미란추크 72′        |                                      |  |  |
|                   |                  |       |                     |                                      |  |  |

| 3 2016년 1월 19일 | 전북 현대 모터스 | 1 – 2 | 슬로바키아 U-21    | 셰이크 자예드 경기장, 아부다비 |  |  |
| 20:45 (UTC+9)     | 레오나르도 23′   |       | 35′ · 38′ (페널티) |                                |  |  |
|                   |                  |       |                    |                                |  |  |

| 4 2016년 1월 20일 | 전북 현대 모터스                         | 3 – 0 | 알아흘리 | 셰이크 자예드 경기장, 아부다비 |  |  |
| 20:45 (UTC+9)     | 레오나르도 52′ · 한교원 67′ · 이동국 80′ |       |          |                                |  |  |
|                   |                                          |       |          |                                |  |  |

| 5 2016년 1월 22일 | 전북 현대 모터스 | 1 – 1 | FC 제티수 | 셰이크 자예드 경기장, 아부다비 |  |  |
| 20:45 (UTC+9)     | 김형일 9′        |       | 69′       |                                |  |  |
|                   |                  |       |           |                                |  |  |

| 6 2016년 1월 23일 | 전북 현대 모터스 | 1 – 2 | FC 로스토프                 | 셰이크 자예드 경기장, 아부다비 |  |  |
| 20:45 (UTC+9)     | 이종호 57′       |       | 20′ (페널티) · 68′ (페널티) |                                |  |  |
|                   |                  |       |                             |                                |  |  |

| 7 2016년 1월 26일 | 전북 현대 모터스 | 1 – 1 | 암카르 페름 | 더 세븐스 경기장, 두바이 |  |  |
|                   | 로페즈 12′       |       | 43′         |                          |  |  |
|                   |                  |       |             |                          |  |  |

| 8 2016년 1월 27일 | 전북 현대 모터스                                                        | 5 – 5 | FC 부뇨드코르                        | 더 세븐스 경기장, 두바이 |  |  |
|                   | 명준재 43′ · 이동국 52′ (페널티) · 김영찬 56′ · 김형일 71′ · 임종은 87′ |       | 45′ (페널티) · 50′ · 55′ · 74′ · 90′ |                          |  |  |
|                   |                                                                         |       |                                      |                          |  |  |

| 9 2016년 1월 29일 | 전북 현대 모터스 | 0 – 0 | 나사프 카르시 | 더 세븐스 경기장, 두바이 |  |  |
| 21:00             |                  |       |               |                          |  |  |
|                   |                  |       |               |                          |  |  |

| 10 2016년 1월 30일 | 전북 현대 모터스                                               | 5 – 3 | 나사프 카르시            | 더 세븐스 경기장, 두바이 |  |  |
| 21:00              | 고무열 20′ · 이종호 52′ · 레오나르도 71′ (페널티) · 이우혁 77′ |       | 50′ · 64′ · 76′ (페널티) |                          |  |  |
|                    |                                                                |       |                          |                          |  |  |

| 11 2016년 2월 13일 | 전북 현대 모터스                                                                          | 8 – 0 | 충주 험멜 | 목포 |  |  |
| 11:00              | 레오나르도 1Q′ · 이종호 1Q′ · 김보경 2Q′ · 고무열 2Q′, 3Q′ · 이동국 3Q′ · 로페즈 3Q′, 3Q′ |       |           |      |  |  |
|                    |                                                                                           |       |           |      |  |  |

## 정규 시즌

### 겨울 이적시장 (시즌 전)
지난시즌 전북에서 활약했던 최보경과 이재명이 각각 안산과 상무로 입대했으며 오스트레일리아의 국가대표 수비수 윌킨슨 역시 팀을 떠나게 되었다.
각각 성남, 서울 이랜드, 충주로 임대를 떠났던 이상협, 최치원, 조석재가 임대 복귀했다.
2015 시즌이 끝나고 얼마 지나지 않아 전북이 2015년에 제주에서 뛰었던 로페즈 영입을 추진중이라는 기사가 떠올랐다. 또한 축구팬들 사이에서는 전북이 세계적인 축구 스타인 로빈 판 페르시나 프레드 영입을 추진중이라는 루머가 돌아다녔다.
K리그의 슈퍼스타인 이동국은 전북과의 재계약 의사를 밝혀왔으며 구단과의 협상 끝에 2년 재계약을 하면서 2017년까지 전북에 남게 되었다.
2015년 12월 10일 말레이시아 쿠알라룸푸르에서 AFC 챔피언스리그 대진이 확정되었으며 전북은 E조에서 중국의 장쑤 궈신 순톈, 베트남의 빈즈엉 FC, 그리고 플레이오프 승자와 대결을 펼치게 되었다.
전북은 전남 드래곤즈의 공격수 이종호와 수비수 임종은과 헙상중임을 밝혔다. 그리고 미드필더 김보경과 전북이 협상중이라는 소식이 전해졌다.
한 매체가 전북의 미드필더 이재성이 독일 분데스리가의 함부르크, 베르더 브레멘, 아인트라흐트 프랑크푸르트로부터 러브콜을 받았다는 소식을 전했다. 하지만 이재성은 전북을 떠나지 않을것임을 밝혔다.
전북은 2016 시즌에 뛸 신인선수 6명 (이한도, 최규백, 명준재, 최동근, 박정호, 김진세)을 영입했다.
전북은 전남 드래곤즈의 공격수 이종호와 수비수 임종은을 영입하며 공격과 수비를 보강했다.
한국프로축구연맹에서 2016년도 FA 선수 219명의 명단을 발표했으며 그중 전북 소속 선수는 이동국, 이승현, 김동찬, 이규로, 고민국, 이원우, 황병근 등 총 7명이었다. 12월 31일까지는 원 소속구단과의 협상만이 가능하며 1월 1일부터 2월 29일 (선수 등록 마감일)까지는 원 소속구단을 포함한 모든 구단과 협상이 가능하다.
지난 시즌 충주 험멜에 임대를 떠났던 공격수 조석재는 2016시즌 또다시 전남 드래곤즈로 임대를 떠나게 되었다.
2016년 첫 영입으로 전북은 김보경 영입을 발표했다.
전북은 김보경의 영입 발표 후 하루만에 고무열과 최재수 영입을 발표하였다. 두 선수의 영입으로 전북은 왼쪽 측면 선수 강화에 성공했다.
공격수 송제헌은 전북과 재계약을 하지 않고 팀을 떠났으며 인천 유나이티드와 계약을 하였다.
전북은 지난시즌 제주 유나이티드에 임대되어 활약한 로페즈를 영입했다. 동시에 스페인 공격수 우르코 베라는 오사수나로 떠나게 되었다. 로페즈 영입은 이적시장이 열린후 계속 언급됐었다.
주전 경쟁에서 밀린 이승현이 2016년 클래식에서 첫 시즌을 보내게 되는 수원 FC로 이적했다.
한동안 잠잠했던 전북의 '빅네임' 영입설이 다시 떠올랐다. 전북이 영입을 시도하고 있다는 '빅네임' 후보로는 로빈 판 페르시, 페르난도 토레스, 디미터르 베르바토프 등이 거론되었다. 터키 언론 '파나티크’는 전북이 판 페르시와 연봉 550만 유로정도의 계약을 원하고 있다고 예상했다. 하지만 전북 구단은 이를 사실무근이라며 부인했다.
전북은 수비수 김창수, 미드필더 이우혁, 공격수 김효기와 신인 미드필더 최정우를 영입했다.
2016년 1월 15일 2016 시즌 K리그 클래식과 챌린지의 경기 일정이 발표되었다.
전북의 '녹색독수리' 에닝요가 SNS를 통해 현역 은퇴 소식을 알렸다.
2월 4일 전북은 작년 K리그 클래식 득점왕인 김신욱 영입을 발표했다. 이어서 같은날 오스트레일리아 국가대표 출신의 미드필더 에릭 파르탈루영입을 발표했다.
상주 상무로 입대하지 못한 수비수 이규로가 서울 이랜드로 이적했다. 이어서 출전 기회를 잡지 못하던 공격수 유창현도 성남 FC로 이적했다. 자신의 자리에 경쟁자가 많아지자 정훈이 수판부리 FC로 이적하였다.
전북은 최강희 감독과 재계약을 했고 최강희 감독은 2020년까지 전북을 이끌게 되었다.
시즌 개막이 1주일도 남지 않은 상황에서 부주장으로 선임되었던 김기희가 상하이 선화로 이적하였다. 이 과정에서 이적료로 US 달러 600만불 (약 74억원)이 발생하였으며 이는 역대 한국인 선수 이적료 4위이자 역대 K리거 최고 이적료이다.

### 시즌 전반기
| \| # \| POS. \| 선수 \| \| 1 \| GK \| 권순태 \| \| 19 \| LB \| 박원재 \| \| 3 \| CB \| 김형일 \| \| 15 \| CB \| 임종은 \| \| 27 \| RB \| 김창수 \| \| 66 \| DM \| 파탈루 \| \| 18 \| LW \| 고무열 \| \| 17 \| AM \| 이재성 \| \| 13 \| AM \| 김보경 \| \| 11 \| RW \| 로페즈 \| \| 20 \| CF \| 이동국 \| |      |        |
| # | POS. | 선수   |
| 1 | GK   | 권순태 |
| 19 | LB   | 박원재 |
| 3 | CB   | 김형일 |
| 15 | CB   | 임종은 |
| 27 | RB   | 김창수 |
| 66 | DM   | 파탈루 |
| 18 | LW   | 고무열 |
| 17 | AM   | 이재성 |
| 13 | AM   | 김보경 |
| 11 | RW   | 로페즈 |
| 20 | CF   | 이동국 |

2월 23일 도쿄와의 챔피언스리그 첫경기에서 고무열이 전북의 2016년 공식경기 첫 골이자 자신의 전북 데뷔골을 터뜨렸다. 전북은 고무열의 데뷔골과 이동국의 추가골로 2-1 승리를 거두며 기분좋게 시즌을 시작했다. 도쿄전은 대한민국 축구 국가대표팀 감독인 울리 슈틸리케가 직접 전주월드컵경기장으로 찾아와 관전하기도 했다.
K리그 클래식 개막을 앞두고 한국프로축구연맹에서 K리그 클래식의 감독과 주장들을 대상으로 설문조사를 실시하였다. 이 설문조사에서 2016 예상 우승팀으로 전북이 뽑혔고, 예상 득점왕으로 김신욱이 뽑혔으며, 예상 최고 활약 선수로는 이재성이 뽑히면서 시즌 전 설문조사부터 리그 1강의 위용을 뽐냈다.
챔피언스리그 조별리그 2차전 장쑤 원정에서 전북은 충격적인 패배를 당했다. 시즌 직전 리그 최고 수비수인 김기희가 이적한 전북의 수비진은 알레스 테이셰이라, 조, 하미리스등으로 이뤄진 장쑤의 초호화 공격진에 3실점이나 하며 무너졌다. 장쑤전에서 동점골을 넣는 등 맹활약을 한 이동국 역시 장쑤전에서의 실망감을 드러냈다.
K리그 클래식 개막전에서 디펜딩 챔피언인 전북은 FA컵 챔피언인 서울과 맞붙었다. 개막 전 챔피언스리그에서 전북은 수비에서 불안한 모습을 보였고 서울은 공격에서 엄청난 파괴력을 보이며 전북이 압도적일 것이라는 생각은 바뀌어갔다. 개막전 당일, 최강희 감독은 선발 라인업에 23세 이하 선수를 포함하지 않으며 K리그 23세룰에 의해 교체카드 1장을 포기하고, 3백을 구사하는 등 강수를 두었다. 그럼에도 불구하고 지난시즌 좋지 않은 모습을 보였던 루이스와 이호 등이 맹활약하며 전북은 서울을 1-0으로 꺾고 개막전 승리를 가져갔다.
AFC 챔피언스리그 E조 마지막 6차전 경기에서 전북은 장쑤와 비기며 조 1위로 16강에 진출했다.
호주 원정에서 멜버른 빅토리와 1-1로 비긴 전북은 홈에서 치러진 8강 2차전에서 2-1 승리를 거두며 5년만에 챔피언스리그 준결승에 진출했다.
전북은 K리그 클래식 15라운드 인천 원정에서 무승부를 챙기며 역대 K리그 개막 후 최다 무패 타이 기록을 세웠다.
리그 개막 후 최다 무패 타이 기록을 세웠던 전북은 16라운드 광주 원정에서 역시 무승부를 기록하며 최다 무패 신기록을 세우게 되었다. 하지만 이 경기에서 득점을 한 공격수 이동국이 햄스트링 부상을 당했다.
올시즌 프로에 데뷔한 센터백 최규백이 2016년 하계 올림픽 국가대표팀으로 발탁되었다.
시즌 29경기에서 홈 무패를 기록하던 전북은 30번째 경기인 FA컵 부천전에서 첫 홈 패배를 기록하며 트레블에 실패했다.
리그 21라운드 서울 원정에서 전북은 2위와 승점 차를 더 벌릴 수 있는 기회가 찾아왔다. 전북은 2위 FC 서울을 상대로 3-2 승리를 거두며 2위와 승점차를 11점 차로 벌렸다. 동시에 전북은 개막 후 21경기 무패을 달리며 지난 시즌 본인들이 세웠던 리그 최다 연속 무패(22경기) 타이 기록까지 1경기를 남겼다.
K리그 22라운드에서 울산을 홈으로 불러드린 전북은 2-1 역전승을 거두며 22경기 연속 무패 행진을 달렸다. 이는 지난 시즌 전북이 세운 리그 연속 무패 타이 기록이다.
K리그 23라운드 광주전에서 전북은 완벽한 경기를 하며 3-0 대승을 거두었다. 동시에 리그 역대 최다 무패인 23경기 무패행진을 달리며 리그 최초 무패우승을 가시권에 두었다.

### 여름 이적시장 및 올스타 브레이크
주전경쟁에서 밀려 시즌 동안 한 경기밖에 출전하지 못한 김효기가 FC 안양으로 이적했다.
미드필더인 루이스가 FA컵 8강 부천전을 끝으로 전북을 떠나게 되었다. 루이스는 떠나면서 “난 영원한 녹색전사다. 헌신적인 선수로 기억해줬으면 한다”는 메시지를 남겼으며 외국인 선수 스쿼드가 한자리 비게 되면서 시즌 전 떠올랐던 에두 가계약설이 다시 구설수에 오르게 되었다.
중동으로 이적할 것으로 알려졌던 루이스가 K리그 챌린지의 강원 FC로 이적했다.
지난 여름 엄청난 이적료를 전북에 안기고 팀을 떠났던 에두가 1년 만에 전북으로 복귀할 것으로 알려졌다.
이적설 기사가 난 다음날 전북은 에두의 영입을 공식적으로 발표했다.
에두는 이적 후 인터뷰를 진행했고 이 인터뷰를 통해 전북과 에두 간의 가계약이 없었던 것으로 밝혀졌다.

### 시즌 후반기
ACL 8강 1차전 상하이 원정에서 전북은 득점 없이 0-0으로 비겼다. 하지만 2차전 홈경기에서 무려 5-0의 스코어로 대파하며 ACL 준결승 진출을 확정지었고 준결승이자 동아시아 챔피언 결정전에서 FC 서울과 맞붙게 되었다.
리그 32라운드 성남과의 홈경기에서 전북은 로페즈의 결승골로 1-0 승리를 거뒀다. 이 승리로 전북은 리그에서 최소 2위를 확보, 8년 연속으로 AFC 챔피언스리그에 진출하게 되었다.
ACL 준결승 1차전 서울과의 홈경기에서 전북은 4-1 완승을 기록하며 5년만의 ACL 결승 진출의 발판을 마련했다.
리그 34라운드 제주전에서 전북은 2-3 패배를 기록, 2016시즌 리그 첫 패배와 함께 무패우승 도전에 실패했고, 무패 기록은 33경기에서 멈추게 되었다.
ACL 준결승 2차전 서울 원정경기에서 전북은 1-2 패배하며 시즌 첫 연패의 늪에 빠졌다. 하지만 1,2차전 합계 5-3으로 5년만의 ACL 결승 진출을 달성했다.
리그 36라운드 전남과의 시즌 4번째 호남 더비 전북은 5-0 대승을 기록하였다. 이 경기에서 로페즈가 해트트릭을 기록하였는데 이는 2012년 이동국의 해트트릭 이후 처음 나온 전북 선수의 해트트릭 기록이다.
전북은 리그 최종전에서 심판의 PK오심과 함께 0-1 패배, 37라운드까지 지켜왔던 리그 정상자리를 서울에 내주고 준우승에 그쳤다.
ACL 결승전을 앞두고 전북 선수 6명 (권순태, 김창수, 최철순, 김보경, 이재성, 김신욱)이 국가대표팀에 차출되었으며, 특히 권순태
, 김보경
, 이재성
, 김신욱
은 호평을 받았다.
ACL 결승 1차전에서 전북은 레오나르도의 멀티골에 힘입어 2-1 역전승을 거두었다. 레오나르도의 활약은 FIFA에서도 극찬했다.
2016 ACL 우승을 차지한 전북의 2016년 스폰서 미디어 노출 효과가 지난해(1,027억)보다 약 800억가량 상승한 1,808억이라는 분석이 나왔다.

#### AFC 챔피언스리그 결승전
- 1차전

1차전은 전북 현대의 홈구장인 전주월드컵경기장에서 치러졌다. 전북의 최강희 감독은 오른쪽 풀백인 최철순을 수비형 미드필더로 내세워 알아인의 에이스인 오마르 압둘라흐만을 막도록 하는 시프트를 사용했다. 이를 예상한 즐라트코 달리치 감독은 최전방으로 배치해 최철순을 따돌리려 했으나 이마저도 예상한 최강희 감독이 최철순과 김형일의 위치를 바꾸게 하여 오마르를 봉쇄했다. 비록 선제골 장면에서 오마르에게 어시스트를 허용했지만 전반적으로 오마르를 잘 막아냈다. 전반전을 0-0으로 마쳤으나 후반 시작 17분 만에 알아인이 선제골을 넣었다. 하지만 선제골 허용 7분만에 레오나르도가 벼락같은 중거리 강슛으로 동점골을 만들었다. 그리고 8분 뒤 알아인 수비수들이 김신욱에게 향하던 이동국의 크로스를 막으려다 패널티 박스 내에서 파울을 범했고 또다시 레오나르도가 패널티 골을 성공시키며 2-1 역전승을 만들었다. 3만 6천명이 넘는 관중이 모인 가운데 전북의 서포터즈인 매드 그린 보이즈는 카드세션 등 다양한 퍼포먼스를 준비했고 서포터즈만이 아닌 일반 관중도 응원가를 부르며 응원하는 장관이 만들어졌다.
- 2차전

2차전은 알아인의 홈구장인 하자 빈 자예드 경기장에서 치러졌다. 알아인은 전북과 약속한 연습 경기장을 유소년 축구 대회를 핑계로 내주지 않았고 결국 전북은 전지훈련을 했던 아부다비로 이동해서 훈련을 진행했다. 경기 시작 2분만에 전북의 윙어 로페즈가 부상으로 한교원과 교체되었다. 초반부터 악조건에서 경기를 시작한 전북은 30분 코너킥 상황에서 교체투입된 한교원이 선제골을 득점하며 함께 스코어 3-1을 만들었다. 하지만 알아인은 4분만에 이명주의 동점골로 쫒아갔고 계속해서 맹공을 퍼부었다. 경기중 오마르가 최철순의 발을 고의로 밟는 등 악의적인 몸싸움이 빈번했다. 알아인은 계속해서 비매너 플레이를 보였고 전반 막판에 한교원이 그라운드에 쓰러졌으나 경기를 계속 진행했다. 이로 인해 벤치에서 말싸움이 벌어졌으며 전북의 박충균 코치와 알아인의 즐라트코 달리치 감독이 퇴장당했다. 하지만 퇴장당한 달리치 감독이 관중석에서 계속 선수들에게 지시를 내리는 모습이 카메라에 잡혔다. 후반에 최강희 감독은 경기 전 구상했던 빌드업이 잘 되지 않자 포스트 플레이를 노리고 이동국과 김신욱을 교체했다. 후반전은 치열한 공방 속에서 득점 없이 흘러갔고 후반이 얼마 안남은 상황에서도 최강희 감독은 미드필더인 김보경을 빼고 공격수 에두를 투입하는 초강수를 두었다. 추가시간 5분이 주어졌으나 전북은 공격을 잘 막아냈고 끝까지 과격했던 두 팀의 경기는 1-1로 종료되었다. 1-1 무승부로 합계스코어는 3-2가 되었으며 전북 현대 모터스가 10년만에 우승을 차지했다. 경기가 진행되는 동안 김형일은 부상당한 팔과 어깨에 통증을 느끼는 모습을 보였다. 그리고 일본 주심의 편파 판정이 이어졌으나 10년전 신인으로 AFC 챔피언스리그 우승을 경험했던 주장 권순태가 알아인의 슈팅을 모두 막아버리는 대활약을 펼쳤다.

### 10년만의 클럽월드컵과 시즌 종료
AFC 챔피언스리그 2016 우승과 동시에 전북은 2006년 이후 10년만에 아시아챔피언 자격으로 FIFA 클럽 월드컵에 출전하게 되었다. 하지만 권순태, 로페즈, 조성환 등 핵심 선수들이 부상으로 클럽월드컵 명단에서 제외되었다.
전북 클럽월드컵 복귀전 첫 상대는 북중미 챔피언이자 10년 전 같은 라운드에서 만났던 클럽 아메리카였다. 주전 선수들이 많이 빠진 가운데 클럽 아메리카에게 경기력면에서 밀릴 것이라는 예상과는 달리 전북은 선전했고 전반에는 선제골까지 넣으며 앞서갔다. 하지만 후반 중후반 2골을 연거푸 실점하며 준결승에 오르지 못했다.
이어진 5위 결정전에서 전북은 아프리카 챔피언인 마멜로디 선다운즈를 상대로 2군을 내보냈음에도 불구하고 4-1 완승을 거두며 5위를 차지하는 동시에 상금 150만 달러를 획득했다.
2016년 K리거들을 대상으로 한 설문조사에서 전북은 최고의 공격진, 미드필더진, 수비진을 가진 구단으로 뽑혔다. 최강희 감독은 공격 전술이 가장 뛰어난 감독과 리더십이 가장 빼어났던 감독으로 뽑혔으며 로페즈는 최고의 공격수로, 이재성은 최고의 미드필더로, 권순태는 최고의 골키퍼로 선정되었다. 또, 이동국이 가장 잘생긴 K리거, MGB가 가장 무서운 서포터스, 전북이 가장 뛰어 보고 싶은 팀으로 선정되었다.

## 경기 결과

### K리그 클래식
| 1 2016년 3월 12일 | 전북 현대 모터스 | 1 – 0  | FC 서울 | 전주월드컵경기장                         |  |  |
| 14:00             | 김신욱 62′       | 리포트 |         | 관중 수: 32,695 심판: 우상일 MVP: 김신욱 |  |  |
|                   |                  |        |         |                                          |  |  |

| 2 2016년 3월 20일 | 울산 현대 | 0 – 0  | 전북 현대 모터스 | 울산문수축구경기장                       |  |  |
| 14:00             |           | 리포트 |                  | 관중 수: 18,219 심판: 김종혁 MVP: 권순태 |  |  |
|                   |           |        |                  |                                          |  |  |

| 3 2016년 4월 2일 | 전북 현대 모터스           | 2 – 1  | 제주 유나이티드 | 전주월드컵경기장                             |  |  |
| 14:00            | 레오나르도 14′* 이동국 24′ | 리포트 | 김호남 32′      | 관중 수: 16,363 심판: 정동식 MVP: 레오나르도 |  |  |
|                  |                            |        |                 |                                              |  |  |

| 4 2016년 4월 10일 | 포항 스틸러스 | 1 – 1  | 전북 현대 모터스 | 포항 스틸야드                            |  |  |
| 14:00             | 심동운 89′    | 리포트 | 이동국 58′       | 관중 수: 12,416 심판: 이동준 MVP: 심동운 |  |  |
|                   |               |        |                  |                                          |  |  |

| 5 2016년 4월 13일 | 전북 현대 모터스 | 1 – 1  | 인천 유나이티드 | 전주월드컵경기장                         |  |  |
| 14:00             | 이동국 83′       | 리포트 | 송시우 90′      | 관중 수: 11,176 심판: 박병진 MVP: 이동국 |  |  |
|                   |                  |        |                 |                                          |  |  |

| 6 2016년 4월 16일 | 전북 현대 모터스                       | 3 – 2  | 성남 FC                | 전주월드컵경기장                        |  |  |
| 14:00             | 로페즈 13′* 레오나르도 69′* 김보경 85′ | 리포트 | 조재철 55′* 티아고 76′ | 관중 수: 8,022 심판: 김동진 MVP: 김보경 |  |  |
|                   |                                        |        |                        |                                         |  |  |

| 7 2016년 4월 24일 | 상주 상무              | 2 – 2  | 전북 현대 모터스 | 상주시민운동장                          |  |  |
| 14:00             | 황일수 21′* 박기동 62′ | 리포트 | 한교원 2′, 45′   | 관중 수: 2,834 심판: 박필준 MVP: 한교원 |  |  |
|                   |                        |        |                  |                                         |  |  |

| 8 2016년 4월 30일 | 전북 현대 모터스                   | 3 – 1  | 수원 FC    | 전주월드컵경기장                         |  |  |
| 16:00             | 이동국 28′* 로페즈 30′* 한교원 34′ | 리포트 | 블라단 44′ | 관중 수: 14,023 심판: 우상일 MVP: 김보경 |  |  |
|                   |                                    |        |            |                                          |  |  |

| 9 2016년 5월 8일 | 수원 삼성 블루윙즈       | 2 – 3  | 전북 현대 모터스                   | 수원월드컵경기장                         |  |  |
| 16:00            | 구자룡 15′* 염기훈 90+2′ | 리포트 | 한교원 47′* 루이스 55′* 이동국 88′ | 관중 수: 18,031 심판: 김종혁 MVP: 권순태 |  |  |
|                  |                          |        |                                    |                                          |  |  |

| 11 2016년 5월 21일 | 전남 드래곤즈 | 1 – 2  | 전북 현대 모터스  | 순천팔마경기장                          |  |  |
| 16:00              | 김영욱 47′    | 리포트 | 루이스 57′, 90+2′ | 관중 수: 5,813 심판: 김희곤 MVP: 루이스 |  |  |
|                    |               |        |                   |                                         |  |  |

| 12 2016년 5월 29일 | 전북 현대 모터스                       | 3 – 2  | 상주 상무                       | 전주월드컵경기장                         |  |  |
| 16:00              | 레오나르도 64′* 최규백 69′* 로페즈 81′ | 리포트 | 김성환 47′ (페널티)* 박기동 52′ | 관중 수: 16,655 심판: 김종혁 MVP: 로페즈 |  |  |
|                    |                                        |        |                                 |                                          |  |  |

| 10 (연기) 2016년 6월 4일 | 광주 FC    | 1 – 1  | 전북 현대 모터스 | 광주월드컵경기장                        |  |  |
| 19:00                    | 손승민 79′ | 리포트 | 이동국 74′       | 관중 수: 2,842 심판: 박필준 MVP: 손승민 |  |  |
|                          |            |        |                  |                                         |  |  |

| 13 2016년 6월 12일 | 성남 FC           | 2 – 2  | 전북 현대 모터스      | 탄천종합운동장                          |  |  |
| 19:00              | 티아고 75′, 90+5′ | 리포트 | 레오나르도 83′, 90+1′ | 관중 수: 9,018 심판: 우상일 MVP: 티아고 |  |  |
|                    |                   |        |                       |                                         |  |  |

| 14 2016년 6월 15일 | 전북 현대 모터스               | 2 – 1  | 수원 삼성 블루윙즈 | 전주월드컵경기장                         |  |  |
| 19:00              | 민상기 37′ (o.g)* 이종호 90+4′ | 리포트 | 염기훈 79′         | 관중 수: 13,977 심판: 김동진 MVP: 이종호 |  |  |
|                    |                                |        |                    |                                          |  |  |

| 15 2016년 6월 18일 | 인천 유나이티드 | 0 – 0  | 전북 현대 모터스 | 인천축구전용경기장                      |  |  |
| 18:00              |                 | 리포트 |                  | 관중 수: 9,639 심판: 고형진 MVP: 조병국 |  |  |
|                    |                 |        |                  |                                         |  |  |

| 16 2016년 6월 26일 | 광주 FC             | 1 – 1  | 전북 현대 모터스    | 광주월드컵경기장                        |  |  |
| 19:00              | 정조국 84′ (페널티) | 리포트 | 이동국 19′ (페널티) | 관중 수: 3,403 심판: 정동식 MVP: 정조국 |  |  |
|                    |                     |        |                     |                                         |  |  |

| 17 2016년 6월 29일 | 전북 현대 모터스       | 2 – 1  | 전남 드래곤즈 | 전주월드컵경기장                         |  |  |
| 19:00              | 이재성 26′* 이종호 33′ | 리포트 | 이지민 0′     | 관중 수: 11,324 심판: 김희곤 MVP: 이종호 |  |  |
|                    |                        |        |               |                                          |  |  |

| 18 2016년 7월 3일 | 수원 FC               | 2 – 2  | 전북 현대 모터스           | 수원종합운동장                          |  |  |
| 19:30             | 블라단 5′* 김한원 82′ | 리포트 | 이종호 70′* 레오나르도 74′ | 관중 수: 3,619 심판: 고형진 MVP: 김한원 |  |  |
|                   |                       |        |                            |                                         |  |  |

| 19 2016년 7월 10일 | 전북 현대 모터스                | 3 – 0  | 포항 스틸러스 | 전주월드컵경기장                         |  |  |
| 19:00              | 레오나르도 15′* 김보경 48′, 55′ | 리포트 |               | 관중 수: 17,829 심판: 이동준 MVP: 김보경 |  |  |
|                    |                                 |        |               |                                          |  |  |

| 20 2016년 7월 16일 | 제주 유나이티드  | 1 – 2  | 전북 현대 모터스       | 제주월드컵경기장                        |  |  |
| 19:00              | 김보경 63′ (o.g) | 리포트 | 이종호 32′* 로페즈 72′ | 관중 수: 8,724 심판: 김우성 MVP: 로페즈 |  |  |
|                    |                  |        |                        |                                         |  |  |

| 21 2016년 7월 20일 | FC 서울                 | 2 – 3  | 전북 현대 모터스           | 서울월드컵경기장                         |  |  |
| 19:30              | 데얀 8′* 오스마르 90+4′ | 리포트 | 김보경 4′* 로페즈 59′, 84′ | 관중 수: 18,814 심판: 고형진 MVP: 로페즈 |  |  |
|                    |                         |        |                            |                                          |  |  |

| 22 2016년 7월 24일 | 전북 현대 모터스       | 2 – 1  | 울산 현대  | 전주월드컵경기장                         |  |  |
| 19:00              | 로페즈 76′* 김신욱 78′ | 리포트 | 김인성 65′ | 관중 수: 21,437 심판: 우상일 MVP: 로페즈 |  |  |
|                    |                        |        |            |                                          |  |  |

| 23 2016년 7월 30일 | 전북 현대 모터스                       | 3 – 0  | 광주 FC | 전주월드컵경기장                         |  |  |
| 19:00              | 이재성 49′* 로페즈 61′* 레오나르도 70′ | 리포트 |         | 관중 수: 16,648 심판: 김대용 MVP: 이재성 |  |  |
|                    |                                        |        |         |                                          |  |  |

| 27 2016년 8월 3일 | 전북 현대 모터스 | 1 – 1  | 울산 현대  | 전주월드컵경기장                         |  |  |
| 19:00             | 이동국 90′       | 리포트 | 멘디 90+3′ | 관중 수: 15,236 심판: 고형진 MVP: 김보경 |  |  |
|                   |                  |        |            |                                          |  |  |

| 24 2016년 8월 10일 | 전북 현대 모터스       | 2 – 1  | 수원 FC    | 전주월드컵경기장                         |  |  |
| 19:00              | 조성환 10′* 최철순 81′ | 리포트 | 김병오 69′ | 관중 수: 21,071 심판: 김동진 MVP: 최철순 |  |  |
|                    |                        |        |            |                                          |  |  |

| 25 2016년 8월 14일 | 포항 스틸러스 | 0 – 0  | 전북 현대 모터스 | 포항 스틸야드                            |  |  |
| 19:00              |               | 리포트 |                  | 관중 수: 12,228 심판: 김우성 MVP: 김형일 |  |  |
|                    |               |        |                  |                                          |  |  |

| 26 2016년 8월 17일 | 인천 유나이티드 | 1 – 3  | 전북 현대 모터스                   | 인천축구전용구장                        |  |  |
| 20:00              | 벨코스키 36′    | 리포트 | 이종호 47′* 김신욱 77′* 로페즈 90′ | 관중 수: 4,350 심판: 정동식 MVP: 김신욱 |  |  |
|                    |                 |        |                                    |                                         |  |  |

| 28 2016년 8월 28일 | FC 서울          | 1 – 3  | 전북 현대 모터스                          | 서울월드컵경기장                             |  |  |
| 19:00              | 아드리아노 90+7′ | 리포트 | 장윤호 3′* 레오나르도 26′* 레오나르도 58′ | 관중 수: 24,508 심판: 김종혁 MVP: 레오나르도 |  |  |
|                    |                  |        |                                           |                                              |  |  |

| 29 2016년 9월 10일 | 전북 현대 모터스                    | 2 – 2  | 전남 드래곤즈            | 전주월드컵경기장                         |  |  |
| 14:00              | 레오나르도 37′ (페널티)* 이동국 74′ | 리포트 | 유고비치 77′* 한찬희 81′ | 관중 수: 16,850 심판: 고형진 MVP: 한찬희 |  |  |
|                    |                                     |        |                          |                                          |  |  |

| 30 2016년 9월 18일 | 전북 현대 모터스 | 1 – 1  | 수원 삼성 블루윙즈 | 전주월드컵경기장                             |  |  |
| 16:00              | 레오나르도 73′   | 리포트 | 조나탄 44′         | 관중 수: 12,328 심판: 이동준 MVP: 레오나르도 |  |  |
|                    |                  |        |                    |                                              |  |  |

| 31 2016년 9월 21일 | 제주 유나이티드                   | 2 – 2  | 전북 현대 모터스 | 제주월드컵경기장                        |  |  |
| 20:00              | 완데르송 25′ (페널티)* 이광선 85′ | 리포트 | 김신욱 10′, 53′  | 관중 수: 4.236 심판: 정동식 MVP: 김신욱 |  |  |
|                    |                                   |        |                  |                                         |  |  |

| 32 2016년 9월 24일 | 전북 현대 모터스 | 1 – 0  | 성남 FC | 전주월드컵경기장                         |  |  |
| 14:00              | 로페즈 7′        | 리포트 |         | 관중 수: 16,885 심판: 김우성 MVP: 로페즈 |  |  |
|                    |                  |        |         |                                          |  |  |

| 33 2016년 10월 2일 | 상주 상무  | 1 – 1  | 전북 현대 모터스 | 상주시민운동장                          |  |  |
| 14:00              | 윤동민 21′ | 리포트 | 김신욱 31′       | 관중 수: 2,633 심판: 김종혁 MVP: 오승훈 |  |  |
|                    |            |        |                  |                                         |  |  |

| 34 2016년 10월 15일 | 전북 현대 모터스       | 2 – 3  | 제주 유나이티드                       | 전주월드컵경기장                         |  |  |
| 15:00               | 이동국 44′* 신형민 82′ | 리포트 | 마르셀로 50′* 안현범 75′ * 김호남 84′ | 관중 수: 14,193 심판: 고형진 MVP: 김호남 |  |  |
|                     |                        |        |                                       |                                          |  |  |

| 35 2016년 10월 22일 | 울산 현대 | 0 – 0  | 전북 현대 모터스 | 울산문수축구경기장                      |  |  |
| 15:00               |           | 리포트 |                  | 관중 수: 5,250 심판: 김우성 MVP: 김성환 |  |  |
|                     |           |        |                  |                                         |  |  |

| 36 2016년 10월 29일 | 전남 드래곤즈 | 0 – 5  | 전북 현대 모터스                               | 순천팔마경기장                          |  |  |
| 15:00               |               | 리포트 | 고무열 45′* 로페즈 52′, 67′, 90+2′* 김신욱 65′ | 관중 수: 4,253 심판: 김동진 MVP: 로페즈 |  |  |
|                     |               |        |                                                |                                         |  |  |

| 37 2016년 11월 2일 | 전북 현대 모터스                               | 4 – 1  | 상주 상무  | 전주월드컵경기장                        |  |  |
| 19:00              | 이동국 45′, 70′ (페널티)* 이재성 64′* 에두 90′ | 리포트 | 이경렬 49′ | 관중 수: 8,503 심판: 김종혁 MVP: 이재성 |  |  |
|                    |                                                |        |            |                                         |  |  |

| 38 2016년 11월 6일 | 전북 현대 모터스 | 0 – 1  | FC 서울    | 전주월드컵경기장                         |  |  |
| 15:00              |                  | 리포트 | 박주영 58′ | 관중 수: 33,706 심판: 고형진 MVP: 박주영 |  |  |
|                    |                  |        |            |                                          |  |  |

#### K리그 라운드별 결과
| R      | 1  | 2  | 3  | 4  | 5  | 6  | 7  | 8  | 9  | 10 | 11 | 12 | 13 | 14 | 15 | 16 | 17 | 18 | 19 | 20 | 21 | 22 | 23 | 24 | 25 | 26 | 27 | 28 | 29 | 30 | 31 | 32 | 33 | 34 | 35 | 36 | 37 | 38 |
| ------ | -- | -- | -- | -- | -- | -- | -- | -- | -- | -- | -- | -- | -- | -- | -- | -- | -- | -- | -- | -- | -- | -- | -- | -- | -- | -- | -- | -- | -- | -- | -- | -- | -- | -- | -- | -- | -- | -- |
| 경기장 | H  | A  | H  | A  | H  | H  | A  | H  | A  | A  | A  | H  | A  | H  | A  | A  | H  | A  | H  | A  | A  | H  | H  | H  | A  | A  | H  | A  | H  | H  | A  | H  | A  | H  | A  | A  | H  | H  |
| 결과   | 승 | 무 | 승 | 무 | 무 | 승 | 무 | 승 | 승 | 무 | 승 | 승 | 무 | 승 | 무 | 무 | 승 | 무 | 승 | 승 | 승 | 승 | 승 | 승 | 무 | 승 | 무 | 승 | 무 | 무 | 무 | 승 | 무 | 패 | 무 | 승 | 승 | 패 |
| 순위   | 4  | 4  | 2  | 3  | 3  | 2  | 2  | 2  | 2  | 2  | 2  | 1  | 1  | 1  | 1  | 1  | 1  | 1  | 1  | 1  | 1  | 1  | 1  | 1  | 1  | 1  | 1  | 1  | 1  | 1  | 1  | 1  | 1  | 1  | 1  | 1  | 1  | 2  |

최종 업데이트: 2016년 11월 2일.
출처: K리그

홈/어웨이: A = 어웨이; H = 홈. 결과: 무 = 무승부; 패 = 패배; 승 = 승리; P = 연기됨.

#### K리그 구장별 결과
| 전체 | 전체 | 전체 | 전체 | 전체 | 전체 | 전체 | 전체 | 홈 | 홈 | 홈 | 홈 | 홈 | 홈  | 어웨이 | 어웨이 | 어웨이 | 어웨이 | 어웨이 | 어웨이 |
| 경기 | 승점 | 승   | 무   | 패   | 득   | 실   | 차   | 승 | 무 | 패 | 득 | 실 | 차  | 승     | 무     | 패     | 득     | 실     | 차     |
| ---- | ---- | ---- | ---- | ---- | ---- | ---- | ---- | -- | -- | -- | -- | -- | --- | ------ | ------ | ------ | ------ | ------ | ------ |
| 38   | 76   | 20   | 16   | 2    | 71   | 40   | +31  | 13 | 4  | 2  | 38 | 20 | +18 | 7      | 12     | 0      | 33     | 20     | +13    |

출처: K리그

### 챔피언스리그
| E조 1차전 2016년 2월 23일 | 전북 현대 모터스       | 2 – 1  | FC 도쿄  | 전주월드컵경기장                                            |  |  |
| 19:00 (UTC+9)             | 고무열 39′* 이동국 83′ | 리포트 | 아베 87′ | 관중 수: 15,155 심판: 모흐드 아미룰 이즈완 야콥 MVP: 이동국 |  |  |
|                           |                        |        |          |                                                             |  |  |

| E조 2차전 2016년 3월 1일 | 장쑤 궈신 순톈                   | 3 – 2  | 전북 현대 모터스                 | 난징 올림픽 스포츠 센터                               |  |  |
| 20:00 (UTC+8)            | 테이셰이라 16′* 조 66′* 우시 69′ | 리포트 | 이동국 62′* 세인스버리 86′ (o.g) | 관중 수: 34,175 심판: 랍샨 이르마토프 MVP: 테이셰이라 |  |  |
|                          |                                  |        |                                  |                                                       |  |  |

| E조 3차전 2016년 3월 15일 | 전북 현대 모터스       | 2 – 0  | 빈즈엉 FC | 전주월드컵경기장                                     |  |  |
| 19:00 (UTC+9)             | 로페즈 41′* 이동국 90′ | 리포트 |           | 관중 수: 7,168 심판: ABDULRAHMAN HUSSAIN MVP: 이동국 |  |  |
|                           |                        |        |           |                                                      |  |  |

| E조 4차전 2016년 4월 6일 | 빈즈엉 FC                                         | 3 – 2  | 전북 현대 모터스        | 빈즈엉경기장                                           |  |  |
| 17:00 (UTC+7)            | 응유옌안둑 12′ (페널티) 88′ (페널티) · 아무구 35′ | 리포트 | 이종호 27′ · 한교원 28′ | 관중 수: 4,500 심판: 드미트리 마셴체프 MVP: 응유옌안둑 |  |  |
|                          |                                                   |        |                         |                                                        |  |  |

| E조 5차전 2016년 4월 20일 | FC 도쿄 | 0 – 3  | 전북 현대 모터스                     | 도쿄 스타디움                                         |  |  |
| 19:30 (UTC+9)             |         | 리포트 | 김보경 35′* 이재성 60′* 고무열 90+1′ | 관중 수: 9,056 심판: 모하나드 카심 사라이 MVP: 김보경 |  |  |
|                           |         |        |                                      |                                                       |  |  |

| E조 6차전 2016년 5월 4일 | 전북 현대 모터스                    | 2 – 2  | 장쑤 궈신 순톈                         | 전주월드컵경기장                                  |  |  |
| 19:00 (UTC+9)            | 레오나르도 19′ (페널티)* 임종은 69′ | 리포트 | 알레스 테이셰이라 24′* 조 54′ (페널티) | 관중 수: 17,312 심판: 아흐메드 알카프 MVP: 임종은 |  |  |
|                          |                                     |        |                                        |                                                   |  |  |

| 16강 1차전 2016년 5월 17일 | 멜버른 빅토리 | 1 – 1  | 전북 현대 모터스 | 멜버른 렉탱귤러 스타디움                          |  |  |
| 19:45 (UTC+10)             | 베리샤 5′     | 리포트 | 레오나르도 14′   | 관중 수: 11,542 심판: 알리레자 파가니 MVP: 한교원 |  |  |
|                            |               |        |                  |                                                   |  |  |

| 16강 2차전 2016년 5월 24일 | 전북 현대 모터스    | 2 – 1  | 멜버른 빅토리 | 전주월드컵경기장                                          |  |  |
| 19:00 (UTC+9)              | 레오나르도 29′, 71′ | 리포트 | 베리샤 84′    | 관중 수: 12,811 심판: 헤티캄가남게 페레라 MVP: 레오나르도 |  |  |
|                            |                     |        |               |                                                           |  |  |

| 8강 1차전 2016년 8월 23일 | 상하이 상강 | 0 – 0  | 전북 현대 모터스 | 상하이 체육장                     |  |  |
| 19:30 (UTC+8)             |             | 리포트 |                  | 관중 수: 33,378 심판: 벤 윌리엄스 |  |  |
|                           |             |        |                  |                                   |  |  |

| 8강 2차전 2016년 9월 13일 | 전북 현대 모터스                                      | 5 – 0  | 상하이 상강 | 전주월드컵경기장                                        |  |  |
| 19:00 (UTC+9)             | 레오나르도 51′, 82′ * 스커 57′ (o.g)* 이동국 83′, 88′ | 리포트 |             | 관중 수: 27,351 심판: 압둘라흐만 알자심 MVP: 레오나르도 |  |  |
|                           |                                                       |        |             |                                                         |  |  |

| 준결승 1차전 2016년 9월 28일 | 전북 현대 모터스                                     | 4 – 1  | FC 서울    | 전주월드컵경기장                                      |  |  |
| 19:00 (UTC+9)                | 레오나르도 22′ (페널티), 39′* 로페즈 25′* 김신욱 83′ | 리포트 | 주세종 45′ | 관중 수: 23,481 심판: 나와프 슈크랄라 MVP: 레오나르도 |  |  |
|                              |                                                      |        |            |                                                       |  |  |

| 준결승 2차전 2016년 10월 19일 | FC 서울                       | 2 – 1  | 전북 현대 모터스 | 서울월드컵경기장                                  |  |  |
| 19:30 (UTC+9)                 | 아드리아누 37′ · 고광민 90+1′ | 리포트 | 로페스 59′       | 관중 수: 14,667 심판: 알리레자 파가니 MVP: 주세종 |  |  |
|                               |                               |        |                  |                                                   |  |  |

| 결승 1차전 2016년 11월 19일 | 전북 현대 모터스             | 2 – 1  | 알아인 FC    | 전주월드컵경기장                                      |  |  |
| 19:00 (UTC+9)               | 레오나르도 69′, 77′ (페널티) | 리포트 | 아스리야 62′ | 관중 수: 36,158 심판: 아흐메드 알카프 MVP: 레오나르도 |  |  |
|                             |                              |        |              |                                                       |  |  |

| 결승 2차전 2016년 11월 26일 | 알아인 FC  | 1 – 1                                                                                              | 전북 현대 모터스 | 하자 빈 자예드 경기장                       |  |  |
| 18:30 (UTC+4)               | 이명주 34′ | [http://www.the-afc.com/afcasfeeds?fixtureid=10474&stageid=412&tMode=H&view=ajax&show=matchsummary | 한교원 30′       | 관중 수: 23,239 심판: 사토 류지 MVP: 최철순 |  |  |
|                             |            | |                  |                                             |  |  |

| 전체 | 전체 | 전체 | 전체 | 전체 | 전체 | 전체 | 전체 | 홈 | 홈 | 홈 | 홈 | 홈 | 홈  | 어웨이 | 어웨이 | 어웨이 | 어웨이 | 어웨이 | 어웨이 |
| 경기 | 승점 | 승   | 무   | 패   | 득   | 실   | 차   | 승 | 무 | 패 | 득 | 실 | 차  | 승     | 무     | 패     | 득     | 실     | 차     |
| ---- | ---- | ---- | ---- | ---- | ---- | ---- | ---- | -- | -- | -- | -- | -- | --- | ------ | ------ | ------ | ------ | ------ | ------ |
| 14   | 25   | 7    | 4    | 3    | 29   | 16   | +13  | 6  | 1  | 0  | 19 | 7  | +12 | 1      | 3      | 3      | 10     | 9      | +1     |

출처: 

### FIFA 클럽 월드컵
| 준준결승 2016년 12월 11일 | 전북 현대 모터스 | 1 – 2  | 아메리카        | 시립 스이타 사커 스타디움, 스이타               |  |  |
| 16:00 UTC+9               | 김보경 23′       | 리포트 | 로메로 58′, 74′ | 관중 수: 14,587 심판: 빅토르 카사이 MVP: 로메로 |  |  |
|                           |                  |        |                 |                                                 |  |  |

| 5-6위전 2016년 12월 14일 | 전북 현대 모터스                                                   | 4 – 1  | 마멜로디 선다운스 | 시립 스이타 사커 스타디움, 스이타                |  |  |
| 16:00 UTC+9              | 김보경 18′* 이종호 29′* 히카르두 나시멘투 41′ (자책골)* 김신욱 89′ | 리포트 | 타우 48′          | 관중 수: 5,983 심판: 나와프 슈크랄라 MVP: 이재성 |  |  |
|                          |                                                                    |        |                   |                                                  |  |  |

### FA컵
| 32강 2016년 5월 11일 | FC 안양    | 1 – 4  | 전북 현대 모터스                                   | 안양종합운동장 |  |  |
| 20:00                | 안세희 40′ | 리포트 | 서상민 24′* 최동근 60′* 레오나르도 76′* 이종호 80′ | 관중 수: 1,744 |  |  |
|                      |            |        |                                                    |                |  |  |

| 16강 2016년 6월 22일 | 전북 현대 모터스              | 3 – 1  | 단국대학교 | 전주월드컵경기장 |  |  |
|                      | 이종호 40′, 111′* 김신욱 115′ | 리포트 | 이기운 55′ | 관중 수: 3,285   |  |  |
|                      |                               |        |            |                  |  |  |

| 8강 2016년 7월 13일 | 전북 현대 모터스                      | 2 – 3  | 부천 FC 1995                         | 전주월드컵경기장 |  |  |
|                     | 김신욱 25′* 레오나르두 90+5′ (페널티) | 리포트 | 이효균 37′* 이학민 66′* 바그닝요 90′ | 관중 수: 6,428   |  |  |
|                     |                                       |        |                                      |                  |  |  |

### 친선경기
| 2016년 7월 6일 | 전북 현대 모터스                                                                      | 8 – 1 | AFC 튀비즈                 | 전주월드컵경기장 |  |  |
| 19:00          | 최정우 9′* 고무열 31′* 레오나르도 47′, 63′ (페널티)* 이종호 51′* 로페즈 80′, 85′, 86′ |       | 셀림 아말라 90+1′ (페널티) |                  |  |  |
|                |                                                                                       |       |                            |                  |  |  |

## 통계
| 대회             | 경기 | 승 | 무 | 패 | 득점 | 실점 | 득실차 | 승점 | 결과   |
| ---------------- | ---- | -- | -- | -- | ---- | ---- | ------ | ---- | ------ |
| K리그 클래식     | 38   | 20 | 16 | 2  | 71   | 40   | +31    | 76   | 준우승 |
| AFC 챔피언스리그 | 14   | 7  | 4  | 3  | 29   | 15   | +14    | 25   | 우승   |
| FA컵             | 3    | 2  | 0  | 1  | 9    | 5    | +4     | 6    | 8강    |
| FIFA 클럽 월드컵 | 2    | 1  | 0  | 1  | 5    | 3    | +2     | 3    | 5위    |
| 합계             | 57   | 30 | 20 | 7  | 114  | 63   | +51    | 110  |        |

### 선수 개인 기록
| No.         | 포 | 국             | 선수       | 합계 | 합계 | K리그 클래식 | K리그 클래식 | 챔피언스리그 | 챔피언스리그 | FA컵 | FA컵 | FIFA 클럽월드컵 | FIFA 클럽월드컵 |
| No.         | 포 | 국             | 선수       | 경기 | 득점 | 경기         | 득점         | 경기         | 득점         | 경기 | 득점 | 경기            | 득점            |
| ----------- | -- | -------------- | ---------- | ---- | ---- | ------------ | ------------ | ------------ | ------------ | ---- | ---- | --------------- | --------------- |
| 1           | GK | 대한민국       | 권순태     | 51   | 0    | 35           | 0            | 14           | 0            | 2    | 0    | 0               | 0               |
| 2           | MF | 대한민국       | 이우혁     | 3    | 0    | 2            | 0            | 0            | 0            | 1    | 0    | 0               | 0               |
| 3           | DF | 대한민국       | 김형일     | 20   | 0    | 13           | 0            | 7            | 0            | 0    | 0    | 0               | 0               |
| 4           | MF | 대한민국       | 신형민     | 11   | 1    | 10           | 1            | 0            | 0            | 0    | 0    | 1               | 0               |
| 5           | MF | 대한민국       | 이호       | 13   | 0    | 11           | 0            | 1            | 0            | 1    | 0    | 0               | 0               |
| 6           | DF | 대한민국       | 최재수     | 17   | 0    | 12           | 0            | 5            | 0            | 0    | 0    | 0               | 0               |
| 7           | MF | 대한민국       | 한교원     | 30   | 6    | 19           | 4            | 8            | 2            | 2    | 0    | 1               | 0               |
| 8           | MF | 대한민국       | 정혁       | 5    | 0    | 4            | 0            | 0            | 0            | 0    | 0    | 1               | 0               |
| 9           | FW | 대한민국       | 이종호     | 31   | 10   | 22           | 5            | 5            | 1            | 3    | 3    | 1               | 1               |
| 10          | MF | 브라질         | 레오나르도 | 53   | 24   | 34           | 12           | 14           | 10           | 3    | 2    | 2               | 0               |
| 11          | FW | 브라질         | 로페즈     | 50   | 16   | 35           | 13           | 12           | 3            | 3    | 0    | 0               | 0               |
| 13          | MF | 대한민국       | 김보경     | 43   | 7    | 29           | 4            | 11           | 1            | 1    | 0    | 2               | 2               |
| 15          | DF | 대한민국       | 임종은     | 42   | 1    | 28           | 0            | 11           | 1            | 1    | 0    | 2               | 0               |
| 16          | DF | 대한민국       | 조성환     | 19   | 1    | 14           | 1            | 5            | 0            | 0    | 0    | 0               | 0               |
| 17          | MF | 대한민국       | 이재성     | 48   | 4    | 32           | 3            | 13           | 1            | 1    | 0    | 2               | 0               |
| 18          | FW | 대한민국       | 고무열     | 34   | 3    | 22           | 1            | 7            | 2            | 3    | 0    | 2               | 0               |
| 19          | DF | 대한민국       | 박원재     | 30   | 0    | 18           | 0            | 8            | 0            | 2    | 0    | 2               | 0               |
| 20          | FW | 대한민국       | 이동국     | 41   | 17   | 27           | 12           | 13           | 5            | 0    | 0    | 1               | 0               |
| 21          | GK | 대한민국       | 홍정남     | 3    | 0    | 0            | 0            | 0            | 0            | 1    | 0    | 2               | 0               |
| 22          | MF | 대한민국       | 서상민     | 12   | 1    | 8            | 0            | 2            | 0            | 2    | 1    | 0               | 0               |
| 23          | MF | 대한민국       | 최규백     | 23   | 1    | 15           | 1            | 6            | 0            | 2    | 0    | 0               | 0               |
| 25          | DF | 대한민국       | 최철순     | 42   | 1    | 30           | 1            | 10           | 0            | 0    | 0    | 2               | 0               |
| 26          | DF | 대한민국       | 최동근     | 4    | 1    | 1            | 0            | 0            | 0            | 3    | 1    | 0               | 0               |
| 27          | DF | 대한민국       | 김창수     | 17   | 0    | 8            | 0            | 8            | 0            | 0    | 0    | 1               | 0               |
| 29          | MF | 대한민국       | 명준재     | 0    | 0    | 0            | 0            | 0            | 0            | 0    | 0    | 0               | 0               |
| 30          | DF | 대한민국       | 김영찬     | 18   | 0    | 12           | 0            | 2            | 0            | 3    | 0    | 1               | 0               |
| 31          | GK | 대한민국       | 김태호     | 0    | 0    | 0            | 0            | 0            | 0            | 0    | 0    | 0               | 0               |
| 32          | DF | 대한민국       | 이주용     | 9    | 0    | 7            | 0            | 1            | 0            | 1    | 0    | 0               | 0               |
| 33          | MF | 대한민국       | 이한도     | 1    | 0    | 0            | 0            | 0            | 0            | 0    | 0    | 1               | 0               |
| 34          | MF | 대한민국       | 장윤호     | 21   | 1    | 11           | 1            | 6            | 0            | 3    | 0    | 1               | 0               |
| 37          | DF | 대한민국       | 최정우     | 0    | 0    | 0            | 0            | 0            | 0            | 0    | 0    | 0               | 0               |
| 38          | DF | 대한민국       | 박정호     | 0    | 0    | 0            | 0            | 0            | 0            | 0    | 0    | 0               | 0               |
| 39          | MF | 대한민국       | 김진세     | 0    | 0    | 0            | 0            | 0            | 0            | 0    | 0    | 0               | 0               |
| 41          | GK | 대한민국       | 황병근     | 3    | 0    | 3            | 0            | 0            | 0            | 0    | 0    | 0               | 0               |
| 81          | FW | 브라질         | 에두       | 16   | 1    | 11           | 1            | 4            | 0            | 0    | 0    | 1               | 0               |
| 88          | MF | 대한민국       | 이승기     | 4    | 0    | 4            | 0            | 0            | 0            | 0    | 0    | 0               | 0               |
| 99          | FW | 대한민국       | 김신욱     | 49   | 11   | 33           | 7            | 12           | 1            | 2    | 2    | 2               | 1               |
| 시즌중 이적 |    |                |            |      |      |              |              |              |              |      |      |                 |                 |
| 8           | MF | 브라질         | 루이스     | 17   | 3    | 11           | 3            | 4            | 0            | 2    | 0    | 0               | 0               |
| 28          | FW | 대한민국       | 김효기     | 1    | 0    | 0            | 0            | 1            | 0            | 0    | 0    | 0               | 0               |
| 66          | MF | 오스트레일리아 | 파탈루     | 6    | 0    | 2            | 0            | 4            | 0            | 0    | 0    | 0               | 0               |

| 순위 | 선수       | 경기 | 득점 | 득점/경기 |
| ---- | ---------- | ---- | ---- | --------- |
| 1    | 레오나르도 | 53   | 24   | 0.45      |
| 2    | 이동국     | 41   | 17   | 0.42      |
| 3    | 로페즈     | 51   | 16   | 0.31      |
| 4    | 김신욱     | 49   | 11   | 0.23      |
| 5    | 이종호     | 31   | 10   | 0.32      |
| 6    | 김보경     | 42   | 7    | 0.17      |
| 7    | 한교원     | 30   | 6    | 0.20      |
| 8    | 이재성     | 48   | 4    | 0.08      |
| 9    | 루이스     | 17   | 3    | 0.18      |
| 10   | 고무열     | 34   | 3    | 0.09      |

| 순위 | 선수       | 경기 | 도움 | 도움/경기 |
| ---- | ---------- | ---- | ---- | --------- |
| 1    | 이재성     | 32   | 11   | 0.34      |
| 2    | 김보경     | 29   | 7    | 0.24      |
| 3    | 레오나르도 | 34   | 6    | 0.18      |
| 4    | 로페즈     | 35   | 6    | 0.17      |
| 5    | 최철순     | 30   | 4    | 0.13      |
| 6    | 이종호     | 22   | 3    | 0.14      |
| 7    | 장윤호     | 11   | 2    | 0.18      |
| 7    | 루이스     | 11   | 2    | 0.18      |
| 9    | 박원재     | 18   | 2    | 0.11      |
| 10   | 고무열     | 22   | 2    | 0.09      |

| 순위 | 선수       | 경기 | MOM | MOM/경기 |
| ---- | ---------- | ---- | --- | -------- |
| 1    | 레오나르도 | 53   | 7   | 0.13     |
| 2    | 로페즈     | 51   | 6   | 0.12     |
| 3    | 김보경     | 42   | 5   | 0.12     |
| 4    | 이동국     | 41   | 3   | 0.07     |
| 5    | 이재성     | 48   | 3   | 0.06     |
| 6    | 김신욱     | 49   | 3   | 0.06     |
| 7    | 한교원     | 30   | 2   | 0.07     |
| 8    | 이종호     | 31   | 2   | 0.07     |
| 9    | 최철순     | 42   | 2   | 0.05     |
| 10   | 권순태     | 51   | 2   | 0.04     |

### 해트트릭
| 일자             | 선수   | 상대구단      | 경기장         | 대회              |
| ---------------- | ------ | ------------- | -------------- | ----------------- |
| 2016년 10월 29일 | 로페즈 | 전남 드래곤즈 | 순천팔마경기장 | K리그 클래식 2016 |

## 선수단

### 선수단
- 2016년 7월 22일 기준

참고: FIFA 자격 규정에 따라 소속된 국가대표팀 국기를 표시합니다. 선수는 복수의 FIFA 비회원국 국적을 가지고 있을 수 있습니다.
| 번호 | 포지션 | 국적 | 이름       |
| ---- | ------ | ---- | ---------- |
| 1    | GK     |      | 권순태     |
| 2    | MF     |      | 이우혁     |
| 3    | DF     |      | 김형일     |
| 5    | MF     |      | 이호       |
| 6    | DF     |      | 최재수     |
| 7    | MF     |      | 한교원     |
| 9    | FW     |      | 이종호     |
| 10   | MF     |      | 레오나르도 |
| 11   | FW     |      | 로페즈     |
| 13   | MF     |      | 김보경     |
| 15   | DF     |      | 임종은     |
| 16   | DF     |      | 조성환     |
| 17   | MF     |      | 이재성     |
| 18   | FW     |      | 고무열     |
| 19   | DF     |      | 박원재     |
| 20   | FW     |      | 이동국     |
| 21   | GK     |      | 홍정남     |
| 22   | MF     |      | 서상민     |
| 23   | MF     |      | 최규백     |

| 번호 | 포지션 | 국적 | 이름   |
| ---- | ------ | ---- | ------ |
| 25   | DF     |      | 최철순 |
| 26   | DF     |      | 최동근 |
| 27   | DF     |      | 김창수 |
| 29   | MF     |      | 명준재 |
| 30   | DF     |      | 김영찬 |
| 31   | GK     |      | 김태호 |
| 32   | MF     |      | 이주용 |
| 33   | MF     |      | 이한도 |
| 34   | MF     |      | 장윤호 |
| 37   | DF     |      | 최정우 |
| 38   | DF     |      | 박정호 |
| 39   | MF     |      | 김진세 |
| 41   | GK     |      | 황병근 |
| 81   | FW     |      | 에두   |
| 99   | FW     |      | 김신욱 |

### 코칭스태프
| 직위        | 이름            | 비고 |
| ----------- | --------------- | ---- |
| 감독        | 최강희          |      |
| 수석 코치   | 신홍기          |      |
| 코치        | 박충균          |      |
| 트레이너    | 김상식          |      |
| 피지컬 코치 | 파비우 레푼지스 |      |
| 골키퍼 코치 | 최은성          |      |
| 스카우트    | 공석            |      |

## 선수 이적

### IN
| #  | 이름     | 포지션 | 이전구단           | 이적유형  | 이적시기      |
| -- | -------- | ------ | ------------------ | --------- | ------------- |
| 1  | 이상협   | FW     | 성남 FC            | 임대 복귀 | 겨울 이적시장 |
| 2  | 최치원   | MF     | 서울 이랜드        | 임대 복귀 | 겨울 이적시장 |
| 3  | 조석재   | FW     | 충주 험멜          | 임대 복귀 | 겨울 이적시장 |
| 4  | 김신     | FW     | 올림피크 리옹      | 임대 복귀 | 겨울 이적시장 |
| 5  | 이종호   | FW     | 전남 드래곤즈      | 이적      | 겨울 이적시장 |
| 6  | 임종은   | DF     | 전남 드래곤즈      | 이적      | 겨울 이적시장 |
| 7  | 김보경   | MF     | 마쓰모토 야마가    | 자유 계약 | 겨울 이적시장 |
| 8  | 고무열   | FW     | 포항 스틸러스      | 자유 계약 | 겨울 이적시장 |
| 9  | 최재수   | DF     | 수원 삼성 블루윙즈 | 이적      | 겨울 이적시장 |
| 10 | 로페즈   | FW     | 글로부 FC          | 이적      | 겨울 이적시장 |
| 11 | 김창수   | DF     | 가시와 레이솔      | 자유계약  | 겨울 이적시장 |
| 12 | 이우혁   | MF     | 강원 FC            | 자유계약  | 겨울 이적시장 |
| 13 | 김효기   | FW     | 울산 현대          | 자유계약  | 겨울 이적시장 |
| 14 | 김신욱   | FW     | 울산 현대          | 이적      | 겨울 이적시장 |
| 15 | 파르탈루 | MF     | 멜버른 시티        | 자유계약  | 겨울 이적시장 |
| 16 | 에두     | FW     | 무소속             | 자유계약  | 여름 이적시장 |
| 17 | 신형민   | MF     | 안산 무궁화        | 전역      | 시즌중        |
| 18 | 정혁     | MF     | 안산 무궁화        | 전역      | 시즌중        |
| 19 | 이승기   | MF     | 상주 상무          | 전역      | 시즌중        |

### 신인 자유선발
| 이름   | 포지션 | 이적 전 소속     | 지명유형      | 비고                   |
| ------ | ------ | ---------------- | ------------- | ---------------------- |
| 박정호 | DF     | 전주영생고등학교 | 클럽유스      |                        |
| 김승용 |        | 전주영생고등학교 | 클럽유스 (대) | 대학 진학 후 입단 예정 |
| 김재영 |        | 전주영생고등학교 | 클럽유스 (대) | 대학 진학 후 입단 예정 |
| 김호윤 |        | 전주영생고등학교 | 클럽유스 (대) | 대학 진학 후 입단 예정 |
| 류정구 |        | 전주영생고등학교 | 클럽유스 (대) | 대학 진학 후 입단 예정 |
| 이재준 |        | 전주영생고등학교 | 클럽유스 (대) | 대학 진학 후 입단 예정 |
| 조수빈 |        | 전주영생고등학교 | 클럽유스 (대) | 대학 진학 후 입단 예정 |
| 조준수 |        | 전주영생고등학교 | 클럽유스 (대) | 대학 진학 후 입단 예정 |
| 한범서 |        | 전주영생고등학교 | 클럽유스 (대) | 대학 진학 후 입단 예정 |
| 이한도 | DF     | 용인대학교       | 자유계약      |                        |
| 최규백 | DF     | 대구대학교       | 자유계약      |                        |
| 명준재 | FW     | 고려대학교       | 자유계약      |                        |
| 최동근 | DF     | 서울문화예술대   | 자유계약      |                        |
| 김진세 | MF     | 군산제일고등학교 | 자유계약      |                        |
| 최정우 | MF     | 홍익대학교       | 자유계약      |                        |

### OUT
| #  | 이름        | 포지션 | 이적구단                 | 이적유형  | 이적시기      |
| -- | ----------- | ------ | ------------------------ | --------- | ------------- |
| 1  | 이근호      | FW     | 엘자이시                 | 임대 복귀 | 겨울 이적시장 |
| 2  | 윌킨슨      | DF     | 멜버른 시티              | 계약 만료 | 겨울 이적시장 |
| 3  | 송제헌      | FW     | 인천 유나이티드          | 계약 만료 | 겨울 이적시장 |
| 4  | 우르코 베라 | FW     | CA 오사수나              | 계약 해지 | 겨울 이적시장 |
| 5  | 이승현      | MF     | 수원 FC                  | 계약 만료 | 겨울 이적시장 |
| 6  | 이상협      | FW     | 경남 FC                  | 이적      | 겨울 이적시장 |
| 7  | 고민국      | DF     | 울산 현대미포조선 돌고래 | 계약 만료 | 겨울 이적시장 |
| 8  | 이규로      | DF     | 서울 이랜드              | 계약 만료 | 겨울 이적시장 |
| 9  | 유창현      | FW     | 성남 FC                  | 이적      | 겨울 이적시장 |
| 10 | 정훈        | MF     | 수판부리 FC              | 이적      | 겨울 이적시장 |
| 11 | 김기희      | DF     | 상하이 선화              | 이적      | 겨울 이적시장 |
| 12 | 김동찬      | FW     | 대전 시티즌              | 계약만료  | 겨울 이적시장 |
| 13 | 이승렬      | FW     | 수원 FC                  | 계약해지  | 겨울 이적시장 |
| 14 | 박희도      | MF     | 알코르                   | 계약해지  | 겨울 이적시장 |
| 15 | 김재환      | DF     | 화성 FC                  | 계약해지  | 겨울 이적시장 |
| 16 | 권영진      | DF     |                          | 계약해지  | 겨울 이적시장 |
| 17 | 문상윤      | MF     | 제주 유나이티드          | 이적      | 겨울 이적시장 |
| 18 | 이원우      | DF     |                          | 계약만료  | 겨울 이적시장 |
| 19 | 김효기      | FW     | FC 안양                  | 이적      | 여름 이적시장 |
| 20 | 루이스      | MF     | 강원 FC                  | 계약해지  | 여름 이적시장 |
| 21 | 파탈루      | MF     | 알카라이티야트           | 계약해지  | 여름 이적시장 |

### 임대 및 군입대
| # | 이름   | 포지션 | 임대구단      | 이적시기      | 임대기간 |
| - | ------ | ------ | ------------- | ------------- | -------- |
| 1 | 최보경 | MF     | 안산 경찰청   | 겨울 이적시장 | 21개월   |
| 2 | 이재명 | DF     | 상주 상무     | 겨울 이적시장 | 21개월   |
| 3 | 조석재 | FW     | 전남 드래곤즈 | 겨울 이적시장 | 12개월   |
| 4 | 김신   | FW     | 충주 험멜     | 겨울 이적시장 | 12개월   |
| 5 | 옹동균 | DF     | 충주 험멜     | 겨울 이적시장 | 12개월   |
| 6 | 정종희 | MF     | 천안시청      | 겨울 이적시장 | 12개월   |
| 7 | 최치원 | MF     | 서울 이랜드   | 겨울 이적시장 | 12개월   |

## 관중 기록
| 대회             | 경기수 | 최다 관중 | 최소 관중 | 누적 관중 | 평균 관중 | 비고     |
| ---------------- | ------ | --------- | --------- | --------- | --------- | -------- |
| K리그 클래식     | 19     | 33,706    | 8,022     | 318,921   | 16,785    | 관중 2위 |
| FA컵             | 2      | 6,428     | 3,285     | 9,713     | 4,857     |          |
| AFC 챔피언스리그 | 7      | 36,158    | 7,168     | 139,463   | 19,919    |          |
| 합계             | 28     | 36,158    | 3,285     | 468,097   | 16,718    |          |

## 수상

### 구단 수상
- K리그 클래식 3차 스타디움상 (26~38R)
  - 풀 스타디움상

### 개인 수상
K리그 클래식 주간 베스트 11
- 라운드 MVP는 굵은 글씨

| 라운드 | 선수                           |
| ------ | ------------------------------ |
| 1      | 김신욱                         |
| 2      | 권순태                         |
| 3      | 레오나르도                     |
| 4      |                                |
| 5      | 이동국                         |
| 6      | 김보경, 레오나르도             |
| 7      | 한교원                         |
| 8      | 최철순, 김보경                 |
| 9      | 최재수, 김보경                 |
| 10     |                                |
| 11     | 루이스                         |
| 12     | 최재수, 최철순, 이재성, 로페즈 |
| 13     | 레오나르도                     |
| 14     | 이종호                         |
| 15     |                                |
| 16     |                                |
| 17     | 한교원, 이종호                 |
| 18     | 레오나르도                     |
| 19     | 권순태, 최철순, 로페즈, 김보경 |

| 라운드 | 선수                               |
| ------ | ---------------------------------- |
| 20     | 권순태, 최규백, 로페즈             |
| 21     | 최철순, 로페즈, 김보경             |
| 22     | 로페즈                             |
| 23     | 김형일, 이재성                     |
| 24     | 권순태, 최철순, 조성환, 이재성     |
| 25     | 김형일                             |
| 26     | 김신욱                             |
| 27     | 이재성, 김보경                     |
| 28     | 김형일, 박원재, 로페즈, 레오나르도 |
| 29     |                                    |
| 30     | 레오나르도                         |
| 31     | 김신욱                             |
| 32     | 김보경, 로페즈                     |
| 33     | 김신욱                             |
| 34     |                                    |
| 35     |                                    |
| 36     | 임종은, 이재성, 레오나르도, 로페즈 |
| 37     | 권순태, 임종은, 이재성             |
| 38     |                                    |

K리그 시상식
| # | 상                 | 수상자     |
| - | ------------------ | ---------- |
| 1 | 팬타스틱 플레이어  | 레오나르도 |
| 2 | 베스트 11 골키퍼   | 권순태     |
| 3 | 베스트 11 미드필더 | 로페즈     |
| 4 | 베스트 11 미드필더 | 이재성     |
| 5 | 베스트 11 미드필더 | 레오나르도 |